# 장광복
장광복(1956년 9월 17일~)은 대한민국의 성우이다. 1983년 CBS에 입사했으며, CBS 13기이다. 기독교방송 성우극회 소속이다.
성우이면서도 여러 프로그램의 연출과 제작에 참여했다.

## 작품

### 드라마 출연
- 독도 수비대 (MBC)

### 연출
- 대북방송 '자유의 소리' (1990년 ~ 2004년)

### 라디오
- CBS 청소년 라디오 드라마 '우등생을 발길' - 선생님